# Coteaux du Giennois

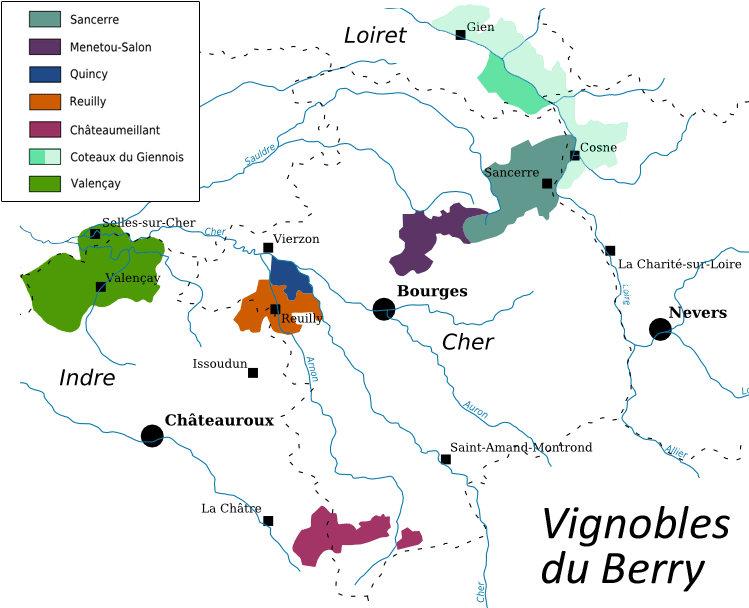
Karte mit den Weinbaugebieten des Berry. Das Gebiet Coteaux du Giennois liegt im nördlichen Bereich und ist der Stadt Orléans damit am nächsten.

Das Weinbaugebiet Coteaux du Giennois liegt weitläufig verstreut zwischen den Gemeinden Gien und Cosne-Cours-sur-Loire. Die Rebflächen liegen dabei mehrheitlich am orographisch rechten Ufer der Loire in Zentralfrankreich. Das Weinbaugebiet gehört zur großen Weinbauregion Loire und liegt nur ca. 10 km nördlich der Appellationen Sancerre und Pouilly-Fumé bzw. Pouilly-sur-Loire.

## Geschichte
Gregor von Tours erwähnt den Weinbau in der Region in seiner Historia Francorum.
Es gibt Hinweise darauf, dass die Mönche der Abtei Fleury ab dem 7. Jahrhundert den Weinbau maßgeblich vorantrieben. Die in der Frühen Neuzeit bedeutende Weinregion verfügte im 17. Jahrhundert über eine bestockte Rebfläche von mehr als 30.000 ha. Zwischen Châteauneuf-sur-Loire im Osten und Beaugency im Westen wurde der Weinbau praktisch in Monokultur betrieben.
Verantwortlich für diese Entwicklung waren diverse Gründe. Im Jahr 1577 verfügte das Parlement von Paris, dass den Bewohnern von Paris lediglich der Ankauf von Wein, der mindestens 90 km von der Hauptstadt hergestellt wurde. Zwischen dem Orléanais und Paris gab es eine befestigte Straße, die der Wegführung der heutigen Route nationale 20 entsprach. Ferner wurde der Canal de Briare im Jahr 1642 für den Warenverkehr freigegeben und erleichterte den Transport zwischen Paris und der Loire wesentlich. Der stark erhöhte Verkauf von Wein aus der Region um Orléans führte zu einem Sinken der Qualität. Die Weine der Loire wurden auch im französischen Königshaus konsumiert. Im Jahr 1608 schrieb der Arzt Joseph Duchesne in seinem Werk „Pourtraict de la santé“, dem König Heinrich IV. seien eher Weine aus Coucy oder Ay zu servieren. Mit dieser Empfehlung wurde eine langsam einsetzende Krise eingeläutet.
Mit dem Bau der Eisenbahnanbindung nach Paris im Jahr 1853 begann die Region ihren Wirtschaftszweig auf andere Bereiche zu verteilen. Mit dem Befall der Reben durch die Reblaus kam der Weinbau nahezu ganz zum Erliegen.
Im Jahr 1946 wurde eine Herkunftsbezeichnung „Vins des Auvernats et Sauvignon de l'Orléanais et du Giennois“ eingerichtet. Einige Jahre später wurde dieser sperrige Name in Vins de l'Orléanais geändert und als VDQS eingestuft. Dieses Gebiet ging später in die Weinbaugebiete Orléans, Orléans Cléry und Coteaux du Giennois auf. Die Coteaux du Giennois wurde am 15. Mai 1998 als Appellation d’Origine Contrôlée (kurz AOC) eingestuft. Vorher hieß das Gebiet Côtes de Gien oder auch Vins des Coteaux du Giennois.

## Wein
Die Weinberge werden von 41 Winzern bearbeitet, wovon 40 der einzigen Genossenschaft des Gebiets zuarbeiten und umfassen zurzeit 182 Hektar Rebfläche in 16 Gemeinden. Zugelassen wurden insgesamt 765 Hektar Rebland, so dass noch umfangreiche Anpflanzungen möglich sind. Die Flächen befinden sich auf einer Höhe von 170 bis 200 m ü. NN. Innerhalb des Weinbaugebiets gibt es die Subregion Coteaux du Giennois Cosne-Sur-Loire mit 8 Gemeinden.
Die trockenen Rotweine werden als Verschnitt aus den Rebsorten Gamay und Pinot Noir gekeltert. Der Anteil jeder Sorte darf dabei 80 % nicht übersteigen. Die Erntebeschränkung liegt bei 55 Hektoliter/Hektar. Der Mindestalkoholgehalt liegt bei 10 Volumenprozent und darf im Falle einer Chaptalisation 12,5 % nicht überschreiten. Die rubinroten, fruchtigen Weine sollten innerhalb von 2 bis 4 Jahren nach der Ernte getrunken werden. Die Trinktemperatur sollte bei 15–16 °C liegen.
Die Roséweine werden ebenfalls als Verschnitt von Gamay und Pinot Noir ausgebaut und sind überwiegend trocken ausgebaut. Deren optimale Trinktemperatur liegt bei 8–10 °C.
Die trockenen Weißweine, die mittlerweile 40 % der Produktion ausmachen, werden sortenrein aus der Rebsorte Sauvignon Blanc gekeltert. Die Weine sollten innerhalb von 2 bis 3 Jahren nach der Ernte getrunken werden. Die Trinktemperatur sollte bei 8–10 °C liegen.

## Zugelassene Gemeinden
Im Weinbaugebiet zugelassene Gemeinden sind Beaulieu, Bonny-sur-Loire, Gien, Briare, Ousson-sur-Loire, Thou, Alligny-Cosne, La Celle-sur-Loire, Cosne-Cours-sur-Loire, Myennes, Neuvy-sur-Loire, Pougny, Saint-Loup-des-Bois und Saint-Père.